# Font de Llari
La Font de Llari o de Capdevila és una font del terme municipal de Salàs de Pallars, al Pallars Jussà, situada al nord de la vila, en el marge esquerre de la llau dels Camps. És a 575,5 msnm, al nord de la Piscina Municipal de Salàs de Pallars, a la dreta de la carretera local que mena a Sensui i Rivert.